# Кубок европейских чемпионов по волейболу среди женщин 1988/1989
29-й розыгрыш Кубка европейских чемпионов по волейболу среди женщин проходил с 5 ноября 1988 по 12 февраля 1989 года с участием 28 клубных команд стран-членов Европейской конфедерации волейбола (ЕКВ). Финальный этап был проведён в Брюсселе (Бельгия). Победителем турнира в 5-й раз в своей истории стала советская команда «Уралочка» (Свердловск).

## Команды-участницы
| Страна       | Команда                            |                           |
| ------------ | ---------------------------------- | ------------------------- |
| Австрия      | «Пост» (Вена)                      | Чемпион Австрии 1988      |
| Албания      | «Динамо» (Тирана)                  | Чемпион Албании 1988      |
| Англия       | «Соверен Лизинг» (Сейл)            | Чемпион Англии 1987       |
| Бельгия      | «Антониус» (Херенталс)             | Чемпион Бельгии 1988      |
| Болгария     | ЦСКА «Септемврийско Знаме» (София) | Чемпион Болгарии 1988     |
| Венгрия      | «Тунгшрам» (Будапешт)              | Чемпион Венгрии 1988      |
| ГДР          | «Динамо» (Берлин)                  | Чемпион ГДР 1988          |
| Греция       | «Панатинаикос» (Афины)             | Чемпион Греции 1988       |
| Дания        | «Хольте» (Хольте)                  | Чемпион Дании 1988        |
| Израиль      | «Хапоэль» (Бат-Ям)                 | Чемпион Израиля 1988      |
| Испания      | «Эспаньол» (Корнелья-де-Льобрегат) | Чемпион Испании 1988      |
| Италия       | «Олимпия Теодора» (Равенна)        | Чемпион Италии 1988       |
| Кипр         | АЭЛ (Лимасол)                      | Чемпион Кипра 1988        |
| Люксембург   | «ЖИМ Воллей Боннвуа» (Люксембург)  | Чемпион Люксембурга 1988  |
| Нидерланды   | «Аверо-Олимпус» (Снек)             | Чемпион Нидерландов 1988  |
| Норвегия     | «КФУМ Осло» (Осло)                 | Чемпион Норвегии 1988     |
| Польша       | «БКС Сталь» (Бельско-Бяла)         | Чемпион Польши 1988       |
| Португалия   | «Боавишта» (Порту)                 | Чемпион Португалии 1988   |
| Румыния      | «Университатя» (Крайова)           | Чемпион Румынии 1988      |
| СССР         | «Уралочка» (Свердловск)            | Чемпион СССР 1988         |
| Турция       | «Эджзаджибаши» (Стамбул)           | Чемпион Турции 1988       |
| Финляндия    | «Васама» (Вааса)                   | Чемпион Финляндии 1988    |
| Франция      | «Расинг Клуб де Франс» (Париж)     | Чемпион Франции 1988      |
| ФРГ          | «Байерн-Лоххоф» (Унтершлайсхайм)   | Чемпион ФРГ 1988          |
| Чехословакия | «Руда Гвезда» (Прага)              | Чемпион Чехословакии 1988 |
| Швейцария    | «Уни» (Базель)                     | Чемпион Швейцарии 1988    |
| Шотландия    | «Кайл» (Эр)                        | Чемпион Шотландии 1988    |
| Югославия    | «Раднички» (Белград)               | Чемпион Югославии 1988    |

## Система проведения розыгрыша
В турнире принимали участие чемпионы 28 стран-членов ЕКВ. Соревнования состояли из 1-го раунда, 1/8 и 1/4 финалов плей-офф и финального этапа. Напрямую в 1/8 финала получили возможность заявить своих представителей страны, команды которых в предыдущем розыгрыше выступали в финальной стадии (Италия, СССР, ГДР, Болгария). Остальные участники 1/8 плей-офф определялись в ходе 1-го раунда.
Финальный этап включал предварительный раунд, полуфинал и два финала (за 3-е и 1-е места).

## 1-й раунд
5—13.11.1988
 «КФУМ Осло» (Осло) —  «Соверен Лизинг» (Сейл)
5 ноября. 3:0 (15:12, 15:4, 15:11).
13 ноября. 3:0 (15:7, 15:0, 15:10).
 «Кайл» (Эр) —  «ЖИМ Воллей Боннвуа» (Люксембург)
5 ноября. 2:3 (15:12, 8:15, 10:15, 15:8, -:15).
13 ноября. 1:3 (3:15, 15:11, 9:15, 10:15).
 «Динамо» (Тирана) —  «Университатя» (Крайова)
6 ноября. 0:3 (12:15, 13:15, 12:15).
13 ноября. 0:3 (10:15, 1:15, 5:15).
 «Уни» (Базель) —  «Эспаньол» (Корнелья-де-Льобрегат)
6 ноября. 3:1 (15:5, 14:16, 15:13, 15:6).
13 ноября. 1:3 (15:17, 15:8, 7:15, 6:15). Общий счёт игровых очков по сумме двух матчей 102:95.
 «Васама» (Вааса) —  «Аверо-Олимпус» (Снек)
6 ноября. 0:3 (7:15, 10:15, 5:15).
13 ноября. 0:3 (8:15, 7:15, 8:15).
 «Хольте» —  «Пост» (Вена)
6 ноября. 1:3 (9:15, 7:15, 15:10, 5:15).
13 ноября. 0:3 (7:15, 3615, 7:15).
 «Панатинаикос» (Афины) —  «Антониус» (Херенталс)
6 ноября. 3:1 (12:15, 15:13, 15:8, 15:6).
13 ноября. 0:3 (7:15, 4:15, 12:15).
 «Боавишта» (Порту) —  «Тунгшрам» (Будапешт)
6 ноября. 1:3.
12 ноября. 0:3 (3:15, 4:15, 2:15).
 «БКС Сталь» (Бельско-Бяла) —  «Расинг Клуб де Франс» (Париж) 
5 ноября. 3:1 (15:8, 14:16, 15:5, 15:11).
12 ноября. 3:1 (15:6, 9:15, 15:8, 15:12).
 «Руда Гвезда» (Прага) —  «Эджзаджибаши» (Стамбул) 
5 ноября. 3:0 (15:1, 15:2, 15:5).
13 ноября. 1:3 (5:15, 6:15, 15:9, 6:15).
 «Байерн-Лоххоф» (Унтершлайсхайм) —  «Раднички» (Белград) 
7 ноября. 3:0.
12 ноября. 3:0 (15:10, 15:8, 15:8).
 «Хапоэль» (Бат-Ям) —  АЭЛ (Лимасол) 
7 ноября. 3:0 (15:6, 15:7, 15:12).
13 ноября. 3:1.
От участия в 1-м раунде освобождены:
 «Олимпия Теодора» (Равенна)

 «Уралочка» (Свердловск)

 «Динамо» (Берлин)

 ЦСКА «Септемврийско Знаме» (София)

## 1/8 финала
3—11.12.1988
 «Уралочка» (Свердловск) —  «Тунгшрам» (Будапешт)
3 декабря. 3:0.
10 декабря. 3:0 (15:11, 15:3, 15:6).
 «КФУМ Осло» (Осло) —  «БКС Сталь» (Бельско-Бяла)
3 декабря. 0:3 (3:15, 10:15, 12:15).
10 декабря. 0:3 (5:15, 13:15, 8:15).
 «Олимпия Теодора» (Равенна) —  «Уни» (Базель)
3 декабря. 3:0 (15:3, 15:4, 15:2).
11 декабря. 3:0 (15:3, 15:2, 15:6).
 «ЖИМ Воллей Боннвуа» (Люксембург) —  «Руда Гвезда» (Прага)
3 декабря. 0:3 (7:15, 7:15, 2:15).
10 декабря. 0:3 (2:15, 2:15, 6:15).
 «Пост» (Вена) —  «Университатя» (Крайова)
4 декабря. 3:0 (15:8, 15:11, 15:13).
10 декабря. 0:3 (7:15, 5:15, 2:15). Общий счёт игровых очков по сумме двух матчей 59:77.
 «Хапоэль» (Бат-Ям) —  «Динамо» (Берлин)
4 декабря. 0:3 (3:15, 0:15, 4:15).
10 декабря. 0:3 (3:15, 3:15, 3:15).
 «Байерн-Лоххоф» (Унтершлайсхайм) —  ЦСКА «Септемврийско Знаме» (София)
4 декабря. 3:1 (15:3, 15:8, 12:15, 15:2).
11 декабря. 0:3 (6:15, 11:15, 12:15).
 «Аверо-Олимпус» (Снек) —  «Антониус» (Херенталс)
4 декабря. 3:0 (15:4, 15:12, 15:13).
11 декабря. 3:0 (15:7, 15:0, 15:4).

## Четвертьфинал
11—18.01.1989
 «БКС Сталь» (Бельско-Бяла) —  «Уралочка» (Свердловск)
11 января. 0:3 (8:15, 5:15, 3:15).
18 января. 0:3.
 «Олимпия Теодора» (Равенна) —  «Университатя» (Крайова)
11 января. 3:0 (15:6, 15:3, 15:9).
18 января. 1:3 (12:15, 15:9, 6:15, 13:15).
 «Руда Гвезда» (Прага) —  «Динамо» (Берлин)
15 января. 1:3 (13:15, 8:15, 15:7, 7:15).
18 января. 0:3 (5:15, 8:15, 10:15).
 «Аверо-Олимпус» (Снек) —  ЦСКА «Септемврийско Знаме» (София)
15 января. 3:1 (15:8, 15:9, 3:15, 15:12).
18 января. 0:3 (2:15, 7:15, 11:15).

## Финальный этап
10—12 февраля 1989.  Брюссель.
Участники:
 «Олимпия Теодора» (Равенна)

 «Уралочка» (Свердловск)

 «Динамо» (Берлин)

 ЦСКА «Септемврийско Знаме» (София)
Команды-участницы согласно жребию составляют пары предварительного раунда. Победитель каждой пары в полуфинале играет против проигравшего в другой. Победители полуфиналов играют в финале, проигравшие — в матче за 3-е место.

### Предварительный раунд
10 февраля
 «Уралочка» —  «Динамо» Берлин
3:0 (15:8, 15:12, 15:13)
 «Олимпия Теодора» —  ЦСКА «Септемврийско Знаме»
3:2 (13:15, 15:4, 15:11, 13:15, 15:7)

### Полуфинал
11 февраля
 «Уралочка» —  ЦСКА «Септемврийско Знаме»
3:0 (15:11, 15:7, 15:4)
 «Олимпия Теодора» —  «Динамо» Берлин
3:0 (15:6, 15:10, 15:9)

### Матч за 3-е место
12 февраля
 «Динамо» Берлин —  ЦСКА «Септемврийско Знаме»
3:1 (15:10, 11:15, 15:6, 15:7)

### Финал
12 февраля
 «Уралочка» —  «Олимпия Теодора»
3:1 (11:15, 17:15, 15:4, 15:5)

### Итоги

#### Положение команд
| «Уралочка» (Свердловск)               |
| «Олимпия Теодора» (Равенна)           |
| «Динамо» (Берлин)                     |
| 4. ЦСКА «Септемврийско Знаме» (София) |

#### Призёры
«Уралочка» (Свердловск): Валентина Огиенко, Ирина Пархомчук, Лариса Капустина, Марина Никулина, Светлана Корытова, Ирина Смирнова, Галина Лебедева, Ирина Худякова, Инна Дашук, Елена Сущинская. Тренер — Николай Карполь.
  «Олимпия Теодора» (Равенна). Мануэла Бенелли, Лилиана Бернарди, Бригитте Лессаге, Сабрина Бертини, Алессандра Дзамбелли, Патриция Прати, Кристина Сапорити, Даниэла Сапорити, Хельга Кьострини, Фабиана Меле, Патриция Фанара. Тренер — Серджо Гуэрра.
  «Динамо» (Берлин): Катрин Лангшвагер, Хайке Йенсен, Уте Лангенау, Сусанне Ламе, Грит Науман, Рамона Ландграф, Констанц Радфан, Рита Баннвиц, Уте Кельнер, Колморген. Тренер — Зигфрид Кёлер.